# Susan B. Anthony
Susan Brownell Anthony (Adams, Massachusetts, 15. veljače 1820. — Rochester, New York, 13. ožujka 1906.) - istaknuta američka liderica za građanska i feministička prava. Jedna je od prvih borkinja za ženska prava u SAD-u. Igrala je ključnu ulogu u 19. stoljeću u pokretima za uvođenje prava glasa žena u SAD-u. Rođena u kvekerskoj obitelji posvećenoj društvenoj jednakosti, prikupljala je peticije protiv ropstva već u svojoj sedamnaestoj godini. Godine 1856., postala je njujorška predstavnica Američkog društvo za borbu protiv ropstva.
Suzan Anthony rođena je 15. veljače 1820., u malom gradu Adams, u Massachusettsu, kao drugo od osmoro djece. Rano je pokazala liderske sposobnosti, pohađajući nastavu u internatima od svoje 15. do 30. godine. Postala je predsjednica lokalnog pokreta trezvenjaka Kćeri umjerenosti (eng. Daughters of Temperance), grupi koja je bila posvećena zabrani alkohola. Ovo joj je bilo prvo u nizu mnogih društava i udruženja kojih je bila član za života.
Godine 1852., napustila je pokret trezvenjaka i pridružila se Elizabeth Cady Stanton u borbi za ženska prava i dobivanje prava glasa. Njih dvije objavile su novine pod nazivom "Revolucija", s ciljem promocije ženskih prava. Pedesetih godina 19. stoljeća, priključila se borbi protiv ropstva. Također je bila član američkog anti-ropskog društva od 1856. do 1861., a 1863. osnovala je Žensku ligu za emancipaciju robova. Pored toga, 1870. je osnovala i postala prva predsjednica „Središnje organizacije zaposlenih žena”.
Godine 1872. zahtijevala je, da se politička prava data crnačkom stanovništvu u 14. i 15. amandmanu, daju i ženama. Povela je grupu žena na glasanje u Rochesteru, kako bi provjerila da li se poštuje glasačko pravo žena. Uhapšena je, ali je odbila platiti novčanu kaznu zbog kršenja zakona o izborima. Narednih desetljeća nastavila je organizirati niz akcija američkog pokreta za pravo glasa žena. Tako je 1878. predala napisan amandman koji je 18. kolovoza 1920., tek poslije njene smrti, pretvoren u 19. amandman, dajući ženama pravo glasa. Ona je također 1888. osnovala Međunarodni savjet žena, sastavljen od 48 zemalja, Međunarodni savjet žena za pravo glasa 1904., kao i Sveučilište u Rochesteru koje prihvaća žene, počevši od 1900.
Preminula je od upale pluća i zatajenja srca 1906. Njene posljednje riječi u javnosti, Neuspjeh je nemoguć! (eng. Failure is impossible!), pretvorile su se u slogan pokreta prava glasa za žene. Dana 2. srpnja 1979., u njenu čast je napravljena kovanica američkog dolara s njenim likom.